# Гирс, Алексей Фёдорович
Алексе́й Фёдорович Гирс  (17 (29) марта 1871 — 11 февраля 1958, Париж, Франция) — штабс-капитан лейб-гвардии Преображенского полка, камергер двора Его Императорского Величества, действительный статский советник, общественный деятель. Предводитель дворянства Ковенской, а затем Минской губерний. Киевский (1908—1911), минский (1912—1915) и нижегородский (1915—1917) губернатор.

## Биография
Принадлежал к старинному роду шведских дворян.
В 1891 году окончил Пажеский корпус, был выпущен в лейб-гвардии Преображенский полк, в котором прослужил десять лет, после чего оставил военную службу.
Свою гражданскую деятельность начал в должности уездного предводителя дворянства в Ковенской, а затем в Минской губерниях.
С 1906 по 1908 годы был вице-губернатором Эстляндской губернии.
С 18 мая 1909 — губернатор в Киеве. Во время его губернаторства произошло покушение на Столыпина, и, хотя следствие показало, что предотвратить покушение Гирс не мог, пятно на репутации всё же осталось. Чтобы как-то это замять, Алексея Федоровича переводят губернатором в Минск.

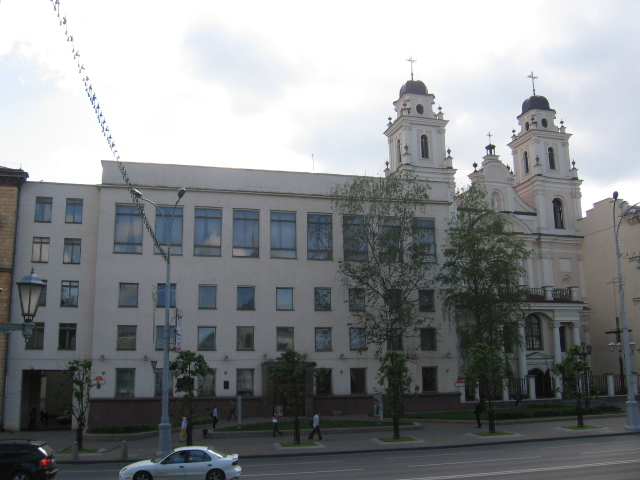
Бывшая резиденция губернатора в Минске. Справа — собор Девы Марии.

В Минской губернии А. Ф. Гирс губернаторствовал с 26 ноября 1912 по 30 апреля 1915. Его правление пришлось на тяжёлое время — шла Первая мировая война. По числу развёрнутых госпиталей Минск стал рекордсменом Российской империи. Минский губернатор Гирс, со своей супругой, отдали свой дом, стоявший на пл. Свободы, 7, под лазарет Минской общины Красного Креста. Весь второй этаж дома губернатора был переоборудован в палаты на 50 человек и операционную. На первом этаже поселились врачи, а на третьем — сёстры милосердия. Во время своего приезда в Минск, 22 сентября 1914 г., Николай II, приехавший в город для поднятия патриотического духа жителей, оказавшихся на военном положении, лично посетил госпиталь, расположенный в доме губернатора, и вручил Георгиевские кресты с надписью «За храбрость» на Георгиевской ленте, вначале солдатам, с которыми подробно перед этим побеседовал, а затем и офицерам. Гирс, вместе с другими городскими начальниками, встречал Николая II на вокзале и депутствовал с ним по городу.
После Минска, в 1915 году, его назначают губернатором в Нижний Новгород. Это было тяжёлое время, как для города, так и для всей России в целом. Шла война с Германией, к тому же ещё и в воздухе витали революционные настроения. Нижний Новгород заполонили беженцы с западных окраин России, которыми до приезда Гирса никто не занимался. Голодные и оборванные они требовали немедленной помощи. Новоназначенный губернатор тут же принялся за дело. Он привлёк к благотворительности купцов, не жалея и сам даже фамильных драгоценностей, только чтобы помочь нуждающимся. Благодаря его заботам в городе открывается Нижегородский университет, он занимается подбором профессорско-преподавательского состава. В город срочно эвакуируют предприятия, учреждения и оборонные заводы, и он обеспечивает бесперебойное снабжение и работу. Дела осложняют непрекращающиеся забастовки из-за назревающих революционных волнений. Но Гирсу удаётся решать все конфликты между рабочими и заводской администрацией мирным путём, несмотря на его полномочия применять с силу ввиду военного времени. 2 марта 1917 года местный Совет вынес постановление об аресте губернатора. Через день его переправляют в Москву, 7 марта Министерство внутренних дел Временного правительства распорядилось выпустить узника. Выйдя из заключения, Гирс все равно возвращается Нижний Новгород.
Позже ему всё же удаётся эмигрировать в Эстонию. В 1924 г. перебрался во Францию с матерью Анной Петровной, женой Любовью Александровной, сестрой Марией Фёдоровной и детьми. Гирс состоял во многих общественных организациях. Он почётный член и пожизненный председатель Объединения бывших офицеров лейб-гвардии Преображенского полка; председатель ревизионной комиссии Союза дворян (1930-е); член комитета Общества взаимных кредитов (Зарубежная казна) (1927—1934); член правлений Союза ревнителей памяти императора Николая II и Общества охранения русских культурных ценностей. Гирс оказывал помощь молодёжным организациям, возглавлял попечительский комитет Национальной организации витязей (НОВ).
В 1943 г. он был избран в приходской совет Свято-Александро-Невского собора в Париже, и одно время был членом ревизионной комиссии. Автор мемуарных очерков: Светлые и черные дни 1909—1911 г. // Часовой.— Bruxelles, 1953.— № 328 (3). Март.— С. 9—10; № 330 (5). Апрель.— С. 8—11; Военная служба Наследника Цесаревича: Воспоминания о службе в Л. Гв. Преображенском Полку // Часовой.— Bruxelles, 1953.— № 334 (9). Сентябрь.— С. 21; № 335 (10). Октябрь.— С. 10—12.
В 1952 г. выполнил декорации к балетам Жанин Шара. Участвовал в организации празднования 250-летия Санкт-Петербурга, был член юбилейного Комитета. Написал воспоминания (передал их в архив Колумбийского университета, США). Последнее время жил в Русском доме в Сент-Женевьев-де-Буа.
Умер 11 февраля 1958 г., в Париже. Похоронен на кладбище Сент-Женевьев-де-Буа, Париж.